# Catocala davidi
Catocala davidi är en fjärilsart som beskrevs av Ponj 1887. Catocala davidi ingår i släktet Catocala och familjen nattflyn. Inga underarter finns listade i Catalogue of Life.